# The Piltdown Men
The Piltdown Men waren eine US-amerikanische Instrumental-Rock-Band aus Los Angeles, die Anfang der 1960er-Jahre einige erfolgreiche Singles bei Capitol Records veröffentlichte.

## Geschichte
Gegründet wurde die Band von Lincoln Mayorga und Ed Cobb, die sich aus der Band The Four Preps kannten. Cobb war dort einer der Sänger, Mayorga war als Pianist an einigen Produktionen der Band beteiligt. Cobb und Mayorga schrieben die Stücke der Band, die ausschließlich Studioaufnahmen machte. Der Name der Band erinnert an den Piltdown-Menschen.
Die ersten Aufnahmen der Band entstanden 1960. Neben Mayorga als Pianist und Cobb als Produzent waren unter anderem Jackie Kelso als Saxophonist und Tommy Tedesco als Bassist beteiligt. Ein Mitglied des Los Angeles Philharmonic Orchestra spielte Pauken. Außerdem wurden Gitarren, Schlagzeug und ein zweites Saxophon verwendet. Insgesamt hatte die Band sieben Mitglieder.
Die erste veröffentlichte Single beinhaltete die Stücke McDonald's Cave, das auf dem Kinderlied Old MacDonald Had a Farm basiert, und Brontosaurus Stomp. Diese wurden als erste Single veröffentlicht. In den USA, wo Brontosaurus Stomp die A-Seite war, platzierte die Single sich auf Platz 75 der Charts. In Großbritannien war McDonald's Cave die A-Seite. Dort wurde ein Platz 14 erreicht. Die folgenden Singles Piltdown Rides Again und Goodnight Mrs. Flintstone waren in Amerika wenig erfolgreich, platzierten sich jedoch erneut in den britischen Charts. Die weiteren Veröffentlichungen erreichten keine Chartplatzierungen mehr.
Die letzte Single der Band, Night Surfin wurde 1962 von Nick Venet mit neuen Musikern aufgenommen. Unter diesen war unter anderem Dave Burgess, der Gitarrist der Champs. Nennenswerte Erfolge konnte die Single jedoch nicht verbuchen. Im Anschluss löste die Band sich endgültig auf.
1981 wurde eine Zusammenstellung der Stücke der Piltdown Men als Schallplatte veröffentlicht. 1998 folgte eine CD-Ausgabe.